# فكتور جورجييف
فكتور جورجييف (بالبلغارية: Виктор Георгиев)‏ هو لاعب كرة قدم بلغاري في مركز حراسة المرمى، ولد في 28 أكتوبر 1973 في لوفتش في بلغاريا. لعب مع أكاداميك صوفيا وسلافيا صوفيا ونادي ليتكس لوفتش.

## وصلات خارجية
- فكتور جورجييف على موقع قاعدة بيانات كرة القدم.إي يو (الإنجليزية)